# Петер Саган
Петер Саган (на словашки: Peter Sagan) е словашки професионален колоездач.
От 2017 година се състезава за професионалния отбор Bora-Hansgrohe от UCI WorldTeam на Международния колоездачен съюз (UCI).
В началото на кариерата си има успехи в състезания по маунтин байк колоездене. През 2008 година печели Световното първенство по маунтин байк колоездене за юноши.
Петер Саган е считан за един от най-добрите колоездачи в днешно време. Саган е трикратен световен шампион по шосейно колоездене (2015, 2016, 2017). Има 12 етапни успеха и е седемкратен носител на зелената фланелка за най-добър спринтьор (2012, 2013, 2014, 2015, 2016, 2018, 2019) в най-престижното колоездачно състезание Тур дьо Франс. Това го прави първият колоездач, който печели зелената фланелка 7 пъти в Тур дьо Франс и с това задминава Ерик Забел, който има 6 поредни победи. Саган има 4 етапни успеха във Вуелтата и 2 етапни победи в Джирото. Печели цикламената фланелка за най-добър спринтьор в Джирото през 2021 г.
Словакът има два етапни успеха в престижното състезание Париж – Ница, седем етапа в Тирено-Адриатико и един етапен успех в Обиколката на Романдия. През 2011 печели Обиколката на Сардиния и Обиколката на Полша. През 2015 година печели Обиколката на Калифорния, а освен това в същото състезание държи рекорда за най-много етапни победи. Петер Саган държи рекорда от 13 етапни победи в Обиколката на Швейцария.
През 2016 година Саган печели една от най-емблематичните и престижни класики в колоезденето – Обиколката на Фландрия. През 2018 година, Саган успява да добави в колекцията си и най-емблематичната пролетна класика Париж – Рубе. Освен това той е трикратен победител в класиката Гент – Вевелгем (2013, 2016, 2018) и с по една победа в Кьорне – Брюксел – Кьорне (2017), Гран при Монреал (2013) и Гран при Квебек (2016, 2017).
Победата на Саган в Световното първенство по шосейно колоездене през 2016 г. му дава привилегията да носи за втора поредна година фланелката в цветовете на дъгата по време на състезанията, в които участва през 2017 година. През 2017 година Саган печели световното първенство по шосейно колоездене за трети пореден път.

## Личен живот и аматьорска кариера
Саган е роден в Жилина, Словакия. Той е най-малкото дете в семейството. Има трима по-големи братя и една сестра. Единият от братята му Юрай Саган също е професионален колоездач.
През 2015 година сключва брак с Катарина Смолкова.
Още от много ранна възраст Саган успява да привлече вниманието към себе си. През 2007 година шокира всички след като участва в състезанието „Купата на Словакия“ с колело, взето назаем от сестра му. Саган продава своето колело поради грешка, а спонсорите на тогавашния му отбор не успяват да предоставят ново навреме. Въпреки че се състезава с колело, купено от супермаркет, чиито спирачки са в лошо състояние, а предавките му са сериозно ограничени, Саган успява да спечели състезанието.
През 2008 година успява да спечели Световното първенство по маунтин байк колоездене за юноши. Следващата година започва кариерата му в шосейното колоездене.

## Професионална кариера

### Сезон 2009
Началото на професионалната кариера на Саган започва в словашкия отбор „Dukla Trenčín-Merida“. Малко по-късно през сезона Саган попада в селекцията на професионалния отбор Куик-Степ, но не успява да си издейства договор с тях. Този факт го ядосва толкова много, че в яда си решава да приключи с шосейното колоездене, но семейството му го притиска да направи още един опит. В крайна сметка решава да опита и така подписва договор до 2012 г. с италианския „Liquigas–Doimo“, сега известен като Канъндейл (Cannondale Pro Cycling Team). Лекарите и треньорите в отбора са изумени от медицинските тестове на Саган. Те никога не са виждали толкова силни резултати от 19-годишен състезател.

### Сезон 2010
Не искам да бъда втория Еди Меркс. Аз искам да бъда първия Петер Саган.
Първото състезание на Саган в Про Тур-а е „Tour Down Under“ през 2010 г., когато е само на 19-годишна възраст. По време на втория етап той участва в падане, но продължава да се състезава със 17 шева в лявата ръка и лявото бедро.
След контузия на негов съотборник Саган получава възможност да участва в престижното състезание Париж – Ница. Успява да използва дадената му възможност по перфектен начин след като печели два етапа в състезанието, а цялостното му представяне му печели зелената фланелка за най-добър спринтьор. През същата година Саган успява да спечели два етапа, бялата фланелка за най-добър млад състезател и става 8-и в общото класиране на Обиколката на Калифорния.

### Сезон 2011
През 2011 г. Саган продължава да се състезава за същия отбор, който се преименува на „Liquigas–Cannondale“. В този сезон той успява да спечели „Обиколката на Сардиния“, побеждавайки в три от петте етапа на състезанието. Освен победата в генералното класиране той печели и зелената фланелка за най-добър спринтьор. При второто си участие в „Обиколката на Калифорния“ за втора поредна година печели зелената фланелка.
Юни същата година Саган участва в Обиколката на Швейцария. На това състезание той показва колко разнообразен колоездач е след като печели планински етап, побеждавайки Дамяно Кунего в спринт на финалната линия. До края на състезанието успява да спечели още един равнинен етап и да завърши на подиума в още два, което в крайна сметка му печели поредната фланелка за най-добър спринтьор.
По-късно същата година Саган печели зелената фланелка и става първи в генералното класиране на Обиколката на Полша. По време на състезанието печели два етапа и води битка до последния момент с Дан Мартин.
Първото участие на Саган в състезание от „Големия тур“ е на Вуелтата през 2011 г. Неговото представяне не разочарова, защото успява да спечели три етапа. Най-забележителната победа е тази в последния етап в Мадрид, побеждавайки с малка разлика, Даниеле Бенати и Алесандро Петаки.

### Сезон 2012
Саган започва сезон 2012 в добра форма, след като печели етап и фланелката за най-добър спринтьор в Обиколката на Оман. След това печели етап в Тирено – Адриатико, а също така играе ключова роля като грегар на Винченцо Нибали, за да му помогне да достигне победата в генералното класиране. Добрата форма на Саган продължава и в сезона на класиките с четвърто място в Милано – Сан Ремо, второ място в Гент – Вевелгем, пето място в Обиколката на Фландрия и трето място в Амстел Голд.
На третото си участие в Обиколката на Калифорния Саган отново блести. Още на първия етап той пука гума 7 km преди финала, но въпреки това успява да се върне в основната група и да спечели финалния спринт. След това печели още три поредни етапа. Завършва състезанието със стил – победа в последния осми етап и трета поредна фланелка за най-добър спринтьор. Добрата му форма продължава и в Обиколката на Швейцария с победа в четири етапа и черната фланелка за най-добър спринтьор.
Първото участие на Саган в Тур дьо Франс е през 2012 година. Не е изненада, че Саган успява да спечели три етапа и зелената фланелка в крайното класиране. Саган печели още в първия етап след като излиза победител в битката, започната от Фабиан Канчелара около 1,5 km преди финала. Другите две победи той взема в третия и шестия етап.

### Сезон 2013
Саган печели първите два етапа в Обиколката на Оман, но в началото на петия етап се отказва поради заболяване от бронхит. Малко по-късно през сезона той печели етап 3 и етап 6 в Тирено – Адриатико. В етап 3 печели спринт, проведен в проливен дъжд срещу много силни спринтьори като Марк Кавендиш и Андре Грайпел. В шестия етап успява да остане в откъсналата се група след много трудно изкачване, част от което има 30% наклон. След това изкачване остават само Саган, бившият му съотборник Винченцо Нибали и Хоаким Родригес. В последвалия спринт Саган ги побеждава и двамата.
Добрата му форма го прави фаворит преди началото на класиката Милано – Сан Ремо, но все пак остава втори в крайното класиране. След това той печели Гент – Вевелгем. Малко по-късно успява да стигне до престижното второ място на Обиколката на Фландрия, след като е изръсен в последното изкачване от Фабиан Канчелара, който печели състезанието. По-късно през сезона Саган печели и класиката Брабантсе Пейл след като контрира атака на Грег ван Авермет, направена в последните километри. Само Филип Жилбер успава да се задържи близо до Саган, но в крайния спринт и той не може да се мери със словака. На четвъртото си участие в Обиколката на Калифорния словакът успява да спечели третия и последния етап и с това за четвърти пореден път да спечели фланелката за най-добър спринтьор.
В Обиколката на Швейцария за 2013 г. по време на третия етап Саган отново показва, че има завидни умения в изкачванията, след като успява да остане в челни позиции след серия от изкачвания заедно с Руй Коща и Роман Кройцигер и подобно на предната година изпреварва съперниците във финалния спринт, за да спечели етапа. Саган подпечатва победата си в класирането по точки след спечелването на осмия етап.
В Тур дьо Франс 2013 след няколко втори места най-накрая успява да спечели в седмия етап. Постоянството му в завършването на челни позиции в равнинните етапи му печели зелената фланелка в крайното класиране за втора поредна година.
В края на 2013 печели и Гран при Монреал.
Успешната 2013 година в спортно отношение е призната в Словакия, след като за първи път в кариерата си е избран за „Спортист на годината“ в Словакия.

### Сезон 2014
По време на Тирено – Адриатико 2014, словакът печели един етап, но постоянството му през състезанието му печели и червената фланелка за най-добър спринтьор. Преди началото на класиката Милано – Сан Ремо Саган отново е считан за фаворит, но пак не успява да победи и в крайна сметка завършва десети. Малко по-късно печели Е3 Харелбеке и завършва трети в класиката Гент – Вевелгем. Вторият му опит за спечелване на Обиколката на Фландрия завършва с провал след като се класира едва 16-и. Седмица по-късно завършва на шесто място в емблематичната класика Париж – Рубе.
По време на Обиколката на Калифорния 2014 словакът печели един етап и фланелката за най-добър спринтьор за пета поредна година.
В първата седмица на Тур дьо Франс 2014 Саган прави седем поредни завършвания в топ 5 след края на етапите. Въпреки че не успява да постигне етапна победа, постоянството в представянето му печели зелената фланелка в крайното класиране за трета поредна година.
В началото на август 2014 г. Саган подписва тригодишен договор с отбора на руския магнат Олег Тинков – Тинкофф-Саксо.

### Сезон 2015
Саган започва сезон 2015 и първото си състезание за новия отбор в Обиколката на Катар. Успява да направи две втори места след края на четвъртия и петия етап, а в крайното класиране взема бялата фланелка за най-предно класирал се млад играч. Малко по-късно през сезона на Тирено – Адриатико в шестия етап Саган прави първата си етапна победа за новия отбор Тинкофф-Саксо. Двете му втори места в началните етапи му осигуряват за втора поредна година червената фланелка за най-добър спринтьор. В сезона на класиките той прави нов опит да спечели Милано – Сан Ремо, но завършва четвърти. През април завършва четвърти в Обиколката на Фландрия, след като не успява да издържи на темпото на Грег ван Авермет, а седмица по-късно механичен дефект в последните 10 km не му позволява да спори за победата в Париж – Рубе.
След кратка почивка от състезания Саган се завръща през май за Обиколката на Калифорния. В първите три етапа завършва на второ място след Марк Кавендиш (в първите две) и Томс Скуйинш (в третия). Усилията му се увенчават с успех в четвъртия етап, където малко преди финала има леко изкачване, което е използвано от Саган, за да се откъсне от всички и за радост на публиката да завърши етапа, карайки само на задна гума. В шестия етап, който е индивидуално бягане по часовник, Саган успява да победи с 15 секунди времето на Йос ван Емден, за да спечели етапа и да поведе в генералното класиране. В следващия етап губи първата позиция от Жулиен Алафилип. Саган не се отказва и в последния етап прави много силно каране. Успява да завърши трети, вземайки четири бонус секунди, печелейки му жълтата фланелка за победител в генералното класиране само на три секунди пред Жулиен Алафилип.
По време на Обиколката на Швейцария Саган отново показва, че може да се мери с най-добрите и в планинските етапи, но този път не и без огромната помощ, предоставена му от Рафал Майка, който отбива няколко атаки, за да позволи на Саган да съхрани сили и да победи в крайния спринт. В шестия етап той отново взима победата, за да изравни рекорда за най-много победи в състезанието. В крайното класиране за пореден път печели черната фланелка за най-добър спринтьор. По-късно през сезона Саган печели националното първенство по шосейно колоездене на Словакия и националния шампионат по бягане по часовник на Словакия. И двете състезание се провеждат в родния му град Жилина.
В Тур дьо Франс 2015 Саган отново прави редица класирания в топ 10, като пет от тях са на второ място, но за втора поредна година така и не успява да спечели етап. Въпреки това постоянството в класиранията отново му печелят зелената фланелка в крайното класиране за четвърта поредна година.
Във Вуелта 2015 Саган най-накрая слага край на сушата от етапни победи в състезания от „Гранд тур“ след като побеждава Насер Боани и Джон Дегенкоб във финалния спринт, печелейки третия етап. По време на осмия етап шофьор на мотор на организаторите при предприемане на изпреварване на групата предизвиква падане, в което участва и Саган. Той успява да завърши етапа след това, но падането не му позволява да завърши обиколката и той се отказва, бидейки на първата позиция в класирането за най-добър спринтьор.
На 23 септември 2015 година Саган печели Световното първенство по шосейно колоездене, проведено в Ричмънд, Вирджиния. Словакът прави соло атака 2,5 km преди края и завършва самостоятелно, печелейки привилегията да носи фланелката в цветовете на дъгата през сезон 2016.

### Сезон 2016
Ако загубя жълтата, имам зелената. Ако загубя зелената, имам тази на световен шампион.
Сезон 2016 започва с няколко втори места в загряващите състезания за сезона на класиките. В Тирено – Адриатико 2016 Саган завършва на второ място в генералното класиране само на секунда след победителя Грег ван Авермет. Трябва да се отбележи, че поради лоши атмосферни условия планинският етап е отменен. Саган печели и фланелката за най-добър спринтьор. По време на Е3 Харелбреке 2016 Саган отново завършва втори, което е неговото осмо второ място след победата му на световното през 2015. Малко по-късно успява да вземе първата си победа за сезона, печелейки за втори път класиката Гент-Вевелгем.
Успехът на Саган продължава с първа победа в едно от монументалните колоездачни състезания – класиката Обиколката на Фландрия. На 14 километра преди финала, Саган успява да се откъсне от Сеп Ванмарке и да завърши състезанието със солова езда. Седмица по-късно завършва на 11-о място в другата монументална класика Париж – Рубе.
По време на Обиколката на Калифорния Саган печели първия и четвъртия етап, а в крайното класиране печели поредната си фланелка за най-добър спринтьор. В Обиколката на Швейцария Саган печели два етапа. Така със своите общо 13 етапни победи Саган оглавява еднолично рекорда за най-много етапни победи в състезанието.
В Тур дьо Франс 2016 Саган слага край на сушата от етапни победи в състезанието, печелейки цели три етапа – 2-ри, 11-и и 16-и етап. Победата му във втория етап му носи привилегията за първи път през кариерата си да носи жълтата фланелка в Тур дьо Франс. На последния етап в Шанз-Елизе Саган завършва втори след Андре Грайпел. Добрите резултати му печелят зелената фланелка за пета поредна година. Освен зелената фланелка Саган е избран и за „най-агресивен“ колоездач на тура.
След края на Тур дьо Франс става ясно, че отборът на Саксо-Тинкофф ще бъде разпуснат. Началото на август Саган подписва с немския „Bora–Hansgrohe“.
Към края на сезона Саган печели Гран при Квебек, а малко по-късно завършва втори в Гран при Монреал.
На 16 октомври 2016 Саган печели Световното първенство по шосейно колоездене, проведено в Доха, Катар за втора поредна година. Във финалния спринт словака побеждава Марк Кавендиш и Том Бонен, печелейки привилегията отново да носи фланелката с цветовете на дъгата през сезон 2017. Декември 2016 г. Саган е награден с престижната награда „Vélo d'Or“ за най-добър колоездач през годината.

### Сезон 2017
Саган постига първата си победа за новия отбор в класиката Кьорне – Брюксел – Кьорне, която е и 90-а победа в кариерата.
Втората победа за Саган през сезона идва като етапен успех в третия етап на Тирено – Адриатико. До края на състезанието словакът печели и петия етап, а в крайното класиране печели за пореден път червената фланелка за най-добър спринтьор.
Саган отново се проваля в поредния си опит да спечели класиката Милано – Сан Ремо, след като завършва втори, губейки от поляка Михал Квиатковски в оспорван спринт.
Словакът започва Обиколката на Фландрия за 2017 г. с амбицията да защити титлата си от предната година, но поради лош късмет той участва в падане, след като кормилото му се закача за яке, което виси на загражденията за зрители. Това падане слага край на надеждите му за предно класиране. Седмица по-късно на Париж – Рубе, словакът отново страда от липса на късмет, след като пука гума на два пъти в ключови моменти от състезанието.
По време на Обиколката на Калифорния Саган губи спринта в първия етап от Марсел Кител, но печели третия етап, а в края на състезанието печели класирането по точки, което му отрежда зелената фланелка за най-добър спринтьор.
В Тур дьо Франс 2017 Саган печели финалния спринт в третия етап, преминавайки финалната линия с минимална преднина пред Майкъл Матюс. В края на следващия етап обаче губи финалния спринт от Арно Демар, а освен това няколко часа след етапа е дисквалифициран от състезанието, защото според решение на съдиите умишлено е посегнал назад с лакът, причинявайки падането на Марк Кавендиш, който впоследствие повлича и още няколко колоездачи със себе си.
Следващото състезание, в което участва, е обиколката на Полша. Саган печели първия етап, което му дава привилегията да носи жълтата (за лидер в генералното класиране) и бялата (за най-добър спринтьор) фланелка. Успява да задържи жълтата до шестия етап (с изключение на третия етап), а бялата запазва до края на състезанието.
В подготовката си за световното първенство, Саган участва в Гран-при Квебек, с цел да защити титлата си от предната година. Състезанието завършва с финален спринт, където словакът печели без никакъв проблем пред Грег ван Авермат. Това е стотната победа в кариерата на Саган.
Саган пропуска отборното бягане по часовник на световното първенство поради заболяване. Заболяването оставя под въпрос защитата на световната титла. По време на състезанието по улиците на Берген словакът остава незабележим почти през цялото време, но Саган успява да излезе в челни позиции в самия край и да победи в спринта представителя на домакините Александър Кристоф, печелейки световната титла в шосейното колоездене за трети пореден път.

### Сезон 2018
Петер започва сезона си като спечелва Пийпълс Чойс Класик, който служи като прелюдия на състезанието Тур Даун Ъндър в Аделейд, Австралия. Пропуска първите белгийски класики, за да се подготви във височинен лагер в Сиера Невада, преди да започне европейската си кампания в Италия. Завършва осми в Страде Бианке, 43-ти в Тирено-Адриатико, и 6-и в Милано – Сан Ремо.
След това печели третото си издание на Гент – Вевелгем. Седмица по-късно завършва на шесто място в Обиколката на Фландрия. На 8 април спечелва Париж – Рубе с атака на 55 km от финиша, за да се присъедини към по-рано отцепила се група. Единствено Силван Дилие успява да поддържа темпото на Саган. Завършва сезона на класиките, заемайки четвърто място на Амстел Голд.
По време на Обиколката на Франция Саган завършва на второ място в първия етап след Фернандо Гавирия. Саган печели втория етап и взема зелената фланелка (лидер на спринтьорите) и я носи до края на тура. Печели 5-и и 13-и етапи. Пада в 17-и етап, но успява да финишира етапа. Падането му нанася сериозни контузии, а следващите три етапа са може би най-трудните в кариерата му. Въпреки всичко Саган не се отказва от състезанието и успява да го завърши, с което печели зелената фланелка за пореден път.

## Личен живот
Саган е женен за Катарина Смолкова. Двамата сключват брак на 11 ноември 2015 г. в Словакия, но живеят в Монако. Първото им дете Марлон се ражда на 25 октомври 2017 г. На 18 юли 2018 г. Петер обявява, че двамата се разделят.
Саган е вярващ католик и се среща с папа Франциск във Ватикана през януари 2018 г.